# Hamburger Aufstand

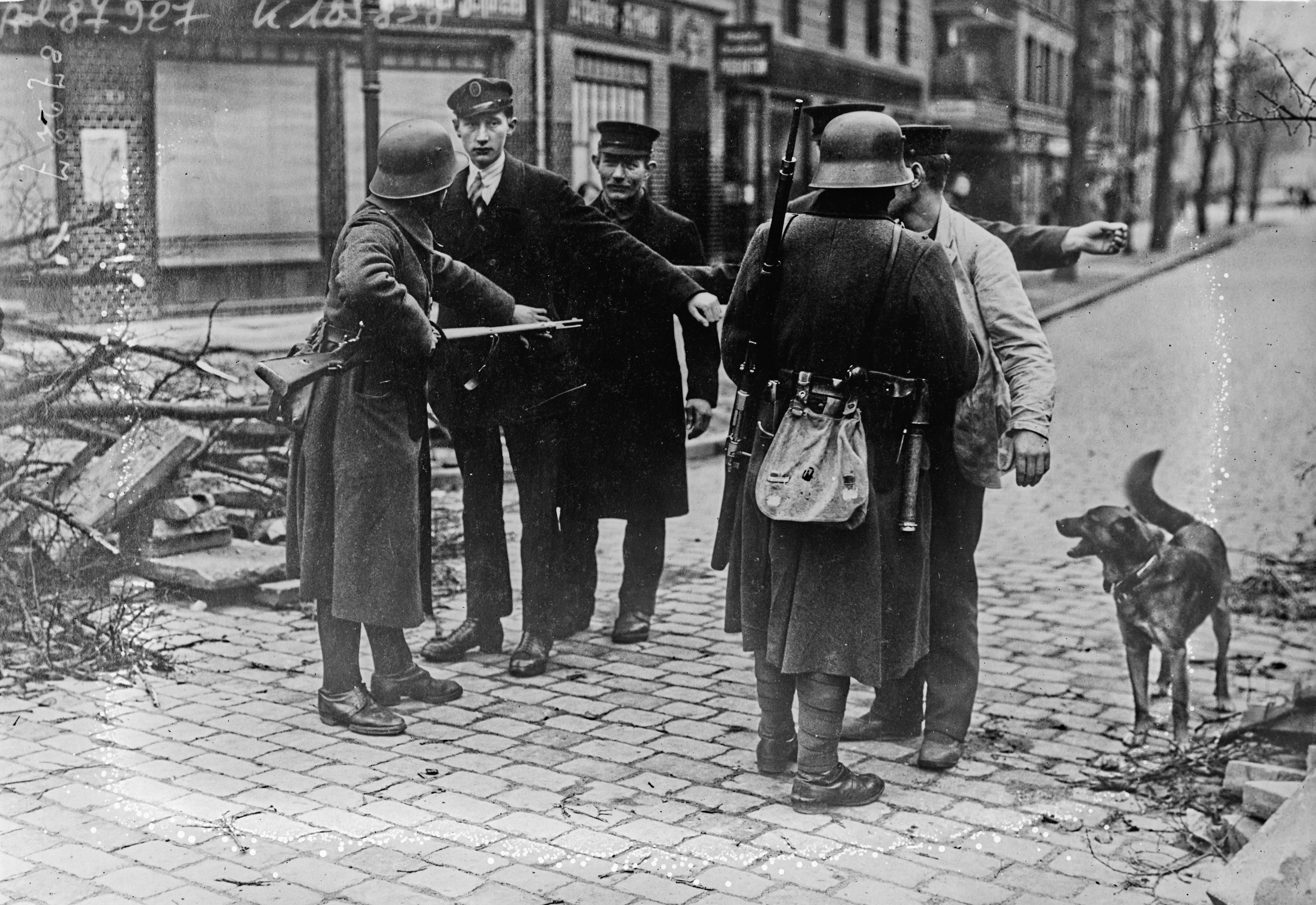
Personenkontrolle in der Nähe einer Barrikade durch Angehörige der Reichswehr im Rahmen der Bekämpfung des Aufstands

Der Hamburger Aufstand (auch Barmbeker Aufstand) von 1923 war eine von Teilen der KPD in Hamburg am 23. Oktober 1923 begonnene Revolte. Ziel der Erhebung war nach Vorstellung des Exekutivkomitees der Kommunistischen Internationale (EKKI) der bewaffnete Umsturz in Deutschland nach dem Vorbild der russischen Oktoberrevolution 1917 als Deutscher Oktober.

## Vorgeschichte

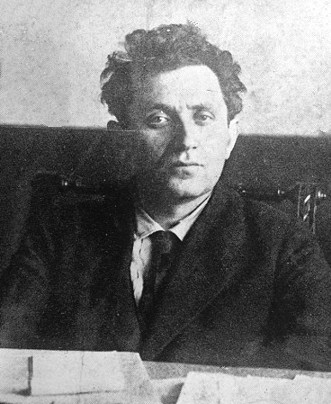
Grigori Sinowjew, Leiter der Kommunistischen Internationalen, 1921

Im Jahr 1923 kam es zu einer Verschärfung der innenpolitischen Lage in der Weimarer Republik: Ab Januar kam es zur Besetzung des Ruhrgebiets durch französische Truppen und durch den einsetzenden passiven Widerstand zu einer Hyperinflation, die die soziale Not verschärft. Im August trat als Folge des Cuno-Streiks als Massenprotest die Reichsregierung zurück und im September kam es um Gustav von Kahr in Bayern zu einem extrem rechten Umsturzversuch als Vorläufer des Hitlerputsches. Einen Monat später, im Oktober, wird die Rheinische Republik auf deutschen Staatsgebiet ausgerufen und es kommt durch den Eintritt der KPD in die Landesregierungen in Sachsen und Thüringen zur Ausrufung der Reichsexekution, dem Einmarsch der Reichswehr und der Absetzung der jeweiligen demokratisch gewählten lokalen Regierungen.
Das EKKI wollte diese Krise der Weimarer Republik ausnutzen und zu einem bewaffneten Umsturz im Sinne eines Deutschen Oktobers als Gegenstück zur sowjetischen Oktoberrevolution zuspitzen. Für Grigori Sinowjew als Leiter der Komintern sei in Deutschland die Zeit für „die zweite, wirklich proletarische Revolution“ gekommen. Der KPD wurden 400.000 US-Dollar zum Kauf von Waffen sowie Josef Unschlicht, Stellvertreter Trotzkis, als Organisator für die geheime Bewaffnung zur Verfügung gestellt. Im September 1923 wurde in Moskau die KPD-Delegation unter ihrem noch zurückhaltenden Parteivorsitzenden Heinrich Brandler empfangen, der im Anschluss die Aufstandspläne – wie bereits zuvor von den damaligen Ultralinken Ruth Fischer und Ernst Thälmann – unterstützte und in wenigen Wochen fünfzehn Divisionen auf Basis der Proletarischen Hundertschaften in Aussicht stellte. Mit dem 20. Oktober wurde die KPD durch die Ausrufung der Reichsexekution entschieden in ihren Hochburgen in Sachsen und Thüringen geschwächt. Einen Tag später scheiterte der Versuch auf einer Konferenz in Chemnitz einen Generalstreik auszurufen. Brandler sagte daraufhin den geplanten Aufstand ab. Dennoch kam es am 23. Oktober zum Aufstandsversuch in Hamburg, der später den Mythos um Thälmann mitbegründen sollte.
Die genauen Beweggründe der kleinen Hamburger Gruppe unter Hugo Urbahns und Hans Kippenberger, die den Aufstand plante, sind bis heute nicht vollkommen geklärt. Es wird angenommen, dass die eigene Parteileitung durch den Beginn des Aufstandes zur Aktion gezwungen werden sollte. Kippenberger war Leiter des seit 1920 bestehenden Antimilitärischen Apparats, des illegalen Nachrichtendienstes der KPD, der in diversen Fällen auf Weisung der Komintern, später der Sowjetunion, agierte, ohne die KPD-Führung einzuweihen. Ehemalige Angehörige des Apparats gaben Jahrzehnte später an, die Komintern habe den Hamburger Aufstand gebilligt, ohne die KPD-Führung zu beteiligen. So schreibt der ehemalige KPD-Funktionär und Mitarbeiter des Apparats Erich Wollenberg im 68er-Organ Schwarze Protokolle von Jens Johler, dass der Hamburger Aufstand von Heinrich Brandler als Testballon für eine gesamtdeutsche Revolution vorgesehen war. Ein lokaler Aufstand sollte „mit dem Degen vorfühlen“, ob eine revolutionäre Situation in Deutschland bestünde: Sollte es durch den Aufstand zu einer Massenerhebung kommen, würde die KPD das Zeichen zum bewaffneten Aufstand geben. Sollte die Erhebung ausbleiben, würde die KPD ohne größere Schäden aus der Situation hervorgehen.

## Ablauf

Aufruf der Aufständischen an die Einwohner von Schiffbek zur Teilnahme am Hamburger Aufstand

In der Nacht vom 22. auf den 23. Oktober erhielten die militärischen Leiter der KPD-Sektion „Wasserkante“ Einsatzbefehle durch die regionale Führung. Um 5 Uhr morgens begann der Sturm auf die Polizeireviere, um den eklatanten Mangel der Aufständischen an Waffen zu beheben. Bei der Umsetzung der Befehle wurden 24 Reviere gestürmt: 17 in Hamburg, sieben in der preußischen Provinz Schleswig-Holstein. 
Obwohl die KPD in Hamburg zu dieser Zeit etwa 14.000 Mitglieder hatte, nahmen nur etwa 300 aktiv am Aufstand teil. Es gelang ihnen, insgesamt etwa 250 Gewehre zu erbeuten.
Neben Hamburg waren Altona und der Kreis Stormarn Schauplatz des Umsturzversuches. So wurden die Polizeidienststellen in den stormarnischen Gemeinden Bramfeld und Schiffbek überfallen und die Dienstwaffen erbeutet. In Bad Oldesloe, Ahrensburg und Rahlstedt wurden Eisenbahn- und Straßenblockaden durchgeführt. In Bargteheide wurde der Gemeindevorsteher von den Aufständischen festgenommen und eine „Sowjetrepublik Stormarn“ ausgerufen.
Bis auf Barmbek, Eimsbüttel und den stormarnischen Ort Schiffbek waren die Aufstandsversuche innerhalb weniger Stunden niedergeschlagen. Einzig in Barmbek, wo bei der vorigen Wahl etwa 20 Prozent der Wähler für die KPD gestimmt hatten, erhielten die Aufständischen Unterstützung aus der Bevölkerung, die sich beim Barrikadenbau beteiligte und die Aufständischen mit Lebensmitteln versorgte. Hier konnten diese sich unter dauerndem Gewehrfeuer den Tag über halten. In der Nacht verließen sie, von der Aussichtslosigkeit der Lage überzeugt, heimlich ihre Stellungen, so dass der Großangriff der Hamburger Polizei am nächsten Tag ins Leere lief. Durch diesen Umstand ist der Hamburger Aufstand durch seine lokale Begrenztheit auch als Barmbeker Aufstand bekannt. Zur Unterstützung der Ordnungspolizei Hamburg setzte die Reichsmarine den Kleinen Kreuzer Hamburg sowie die Torpedoboote T 151 und T 157 ein.
Am 24. Oktober um 18 Uhr, also wenige Stunden nach dem generellen Ende des Aufstandes, kam die Bürgerschaft zu ihrer regulären Sitzung zusammen. Neben der kommunistischen Verantwortung des Aufstandes wurde von den sozialdemokratischen Abgeordneten aber auch die Notlage der deutschen Bevölkerung angesprochen, die eine solche Aktion erst ermöglichen konnte. Neben der an der Regierung beteiligten DDP lehnten auch die rechten Parteien den Aufstand als Terrorakt ab. Die DVP hätte noch mehr Härte gegenüber den Aufständischen angebracht gefunden. Von kommunistischer Seite war es Karl Seß, der sich zu den Ereignissen äußerte. Er sagte nichts direkt zum Aufstand, sondern griff die anderen Parteien, vor allem die SPD, und das kapitalistische System scharf an. In der Nacht zum 24. Oktober und den darauffolgenden Tagen waren insgesamt sieben kommunistische Mitglieder der Bürgerschaft festgenommen worden, darunter Fritz Esser, Walter Fließ, Karl Köppen und Alfred Levy.

## Folgen

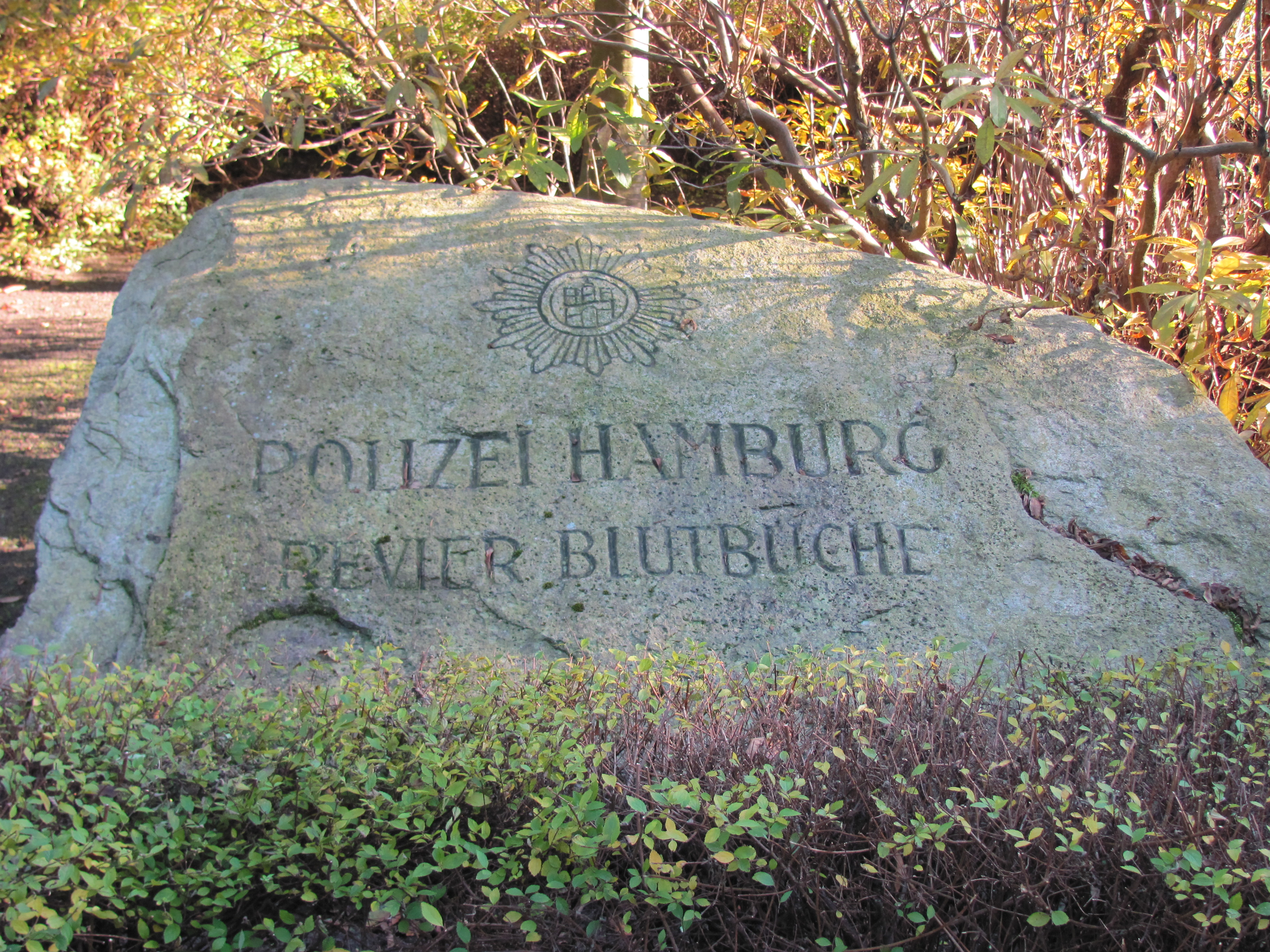
Gedenkstein der Ehrengrabstätte „Revier Blutbuche“

Der Aufstand forderte insgesamt mindestens 100 Todesopfer und mehr als 300 Verwundete. 17 der Toten waren Polizisten, 24 Aufständische und 61 unbeteiligte Zivilisten. 1400 Personen wurden festgenommen.  In der Nacht zum 24. Oktober und den darauffolgenden Tagen waren insgesamt sieben kommunistische Mitglieder der Bürgerschaft festgenommen worden. Nachdem Hugo Urbahns untergetaucht war, hielt er Anfang 1924 auf einer Gedenkkundgebung zu Ehren von Rosa Luxemburg und Karl Liebknecht eine Rede und wurde am 13. Januar 1924 festgenommen. Obwohl er im Mai 1924 in den Reichstag gewählt worden war, blieb Urbahns bis Oktober 1925 inhaftiert. Für die getöteten Polizisten wurde bereits 1923 das Revier Blutbuche als Ehrengrabstätte auf dem Friedhof Ohlsdorf angelegt.
Im Dezember 1924 bat die Hamburger KPD die Zentrale der KPD, deren Polbüro, dem Zentralkomitee der Roten Hilfe und dem Deutschen Verlag die Broschüre Hamburg auf den Barrikaden. Erlebtes und Erhörtes aus dem Hamburger Aufstand 1923 von Larissa Reissner zurückzuhalten, weil in dieser „eine ganze Menge Genossen namentlich benannt“ sind, die Staatsanwaltschaft daher an der Broschüre interessiert sei und daher die Broschüre daher „mindestens solange zurückzuhalten [ist], bis alle Prozesse erledigt sind oder aber alle Namen aus der Broschüre zu streichen“ wären. Der größte Prozess gegen insgesamt 191 Aufrührer fand ab Februar 1925 im Landgericht Altona wegen der Schiffbeker Unruhen statt. Dort kam es zu Verurteilungen der beteiligten kommunistischen Abgeordneten, Redakteure und Gewerkschafter. Die Bürgerschaftsabgeordneten waren Walter Rühl, Fritz Esser, Alfred Levy und Karl Köppen. Andere Politiker wie Ernst Thälmann oder Hans Kippenberger tauchten unter. Hugo Urbahns übernahm während des Prozesses die volle politische Verantwortung für den Hamburger Aufstand und wurde daraufhin zu zehn Jahren Festungshaft verurteilt. Auf Grund seiner Immunität als Reichstagsabgeordneter wurde er letztendlich freigelassen.
Die genauen Details sowie die Einschätzung der Auswirkungen des Aufstandes sind bis heute umstritten. Langfristig trug der Aufstand maßgeblich dazu bei, das Klima zwischen den beiden Arbeiterparteien zu vergiften: Die Sozialdemokraten weigerten sich, mit der KPD zusammenzuarbeiten, und verstärkten, sofern in Regierungspositionen, die Repressionen gegen sie. Das wiederum verstärkte bei der KPD die Ablehnung von Republik und SPD.
Innerhalb der KPD selbst wurde, besonders nach der Wahl von Ernst Thälmann als Teilnehmer des Aufstandes zum Vorsitzenden der Partei, ein Heldenmythos um den Aufstand entwickelt, der besonders auf die kleine Zahl, den aussichtslosen Kampf und den Heldenmut der Aufständischen setzte. Der militärische Leiter bei der Zentrale der KPD Woldemar Rose bewertete den Aufstandsversuch bereits am 26. Oktober als Putsch, weil es sich bei diesen um keine Massenaktion gehandelt habe.:16  Die interne Bewertung der Partei deutete die Niederlage dennoch vor allem als Folge der zu wenig zentralisierten und auf Parteigehorsam ausgerichteten Strukturen, die folgerichtig gestärkt werden müssten. So schrieb Thälmann im Parteiorgan Die Rote Fahne:

„Unsere Partei als Ganzes war noch viel zu unreif, um diese Fehler der Führung zu verhindern. So scheiterte im Herbst 1923 die Revolution am Fehlen einer ihrer wichtigsten Voraussetzungen: dem Bestehen einer bolschewistischen Partei.“

Die beiden Reichstagswahlen im Mai sowie im Dezember und die Wahl zur Hamburger Bürgerschaft im Oktober 1924 führten zu einer zeitweiligen Stärkung der nationalkonservativen DNVP in Hamburg. Die KPD konnte im Vergleich zu 1921 ihr Ergebnis für die Bürgerschaft von elf auf fast fünfzehn Prozent bei der Wahl im Oktober 1924 verbessern. Die Reichstagswahl im Mai brachte der KPD, bedingt durch die Vereinigung mit der USPD 1920, in Hamburg ein Plus von nahezu achtzehn Prozent, das sich jedoch bereits im Dezember um fast vier Prozent verringerte. Die in Hamburg, jedoch nicht auf Reichsebene, regierende SPD musste bei zwei der drei Wahlen 1924 hohe einstellige Verluste hinnehmen, doch konnte sich bereits beim Wahlgang im Dezember von diesen teilweise erholen.
Der sowjetische Generalkonsular in Hamburg Grigorij Šklovskij bezeichnete als Schlussfolgerung aus dem Scheitern des Aufstandversuchs Brandler als politischen Bankrotteur, dessen Berichte maximales Misstrauen verdienen, und empfahl die Abberufung von August Kleine aus Deutschland, in dem er einen Scharlatan sah. Die Zentrale der KPD müsse künftig paritätisch besetzt und „durch zwei bis drei russische Genossen verstärkt werden, die eine regulierende Rolle spielen müssen“.:243 ff.

## Rezeption

### Filme

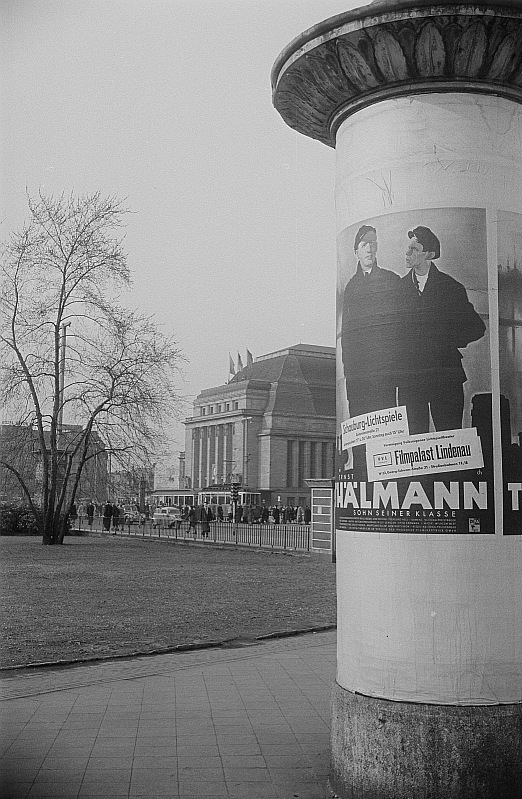
Filmplakat Ernst Thälmann – Sohn seiner Klasse an einer Litfaßsäule beim Leipziger Hauptbahnhof

- Der Hamburger Aufstand Oktober 1923. Dokumentarfilm, BR Deutschland, 1971, 1. Teil Erinnerungen, 2. Teil Lieschen Müllers Geschichte, 3. Teil Der Aufstand wird abgebrochen, Buch: Reiner Etz, Gisela Tuchtenhagen, Klaus Wildenhahn, Regie: Klaus Wildenhahn, Produktion: Deutsche Film- und Fernsehakademie Berlin GmbH (dffb), NDR (Hamburg), Uraufführung: 5. Oktober 1971, Internationale Filmwoche Mannheim[11]
- Ernst Thälmann – Sohn seiner Klasse. Spielfilm, DDR, 1954, Regie: Kurt Maetzig

### Theater
- Blutmond Schauspiel 2017. Das Stück basiert auf den Ereignissen des Hamburger Aufstands von 1923. Während in Hamburg-Barmbek Barrikaden aufgestellt werden, versuchen zwei junge Menschen einander neu kennenzulernen und stehen schließlich vor dem alten Dilemma: Rückzug ins private Glück oder das Risiko des kollektiven Handelns. Blutmond ist ein Stück von Greg Liakopoulos und dem Ensemble der Theaterakademie Hamburg. Theater Kampnagel Hamburg.[12]

### Malerei
- Der Maler  Willy Colberg bekam 1954 vom DDR-Künstlerverband den Auftrag, für das Geschichtsmuseum in Berlin ein Bild zum Thema „Thälmann und der Hamburger Aufstand 1923“ zu malen. Beide Bilder befinden sich heute im Deutschen Historischen Museum in Berlin. Zur Vorbereitung darauf entstanden im eigenen Auftrag Zeichnungen, Radierungen und Aquatinten zu diesem Thema.[13]